# US-amerikanische Leichtathletik-Hallenmeisterschaften 2015
Die US-amerikanischen Leichtathletik-Hallenmeisterschaften 2015 (englisch USATF Indoor Championships) fanden vom 27. Februar bis 1. März 2017 im Reggie Lewis Track and Athletic Center im Bostoner Stadtteil Roxbury im US-Bundesstaat Massachusetts statt. Organisiert wurden sie vom US-amerikanischen Dachverband USA Track & Field (USATF).

## Wettbewerbe
Da es sich um ein Jahr ohne Leichtathletik-Hallenweltmeisterschaften handelte, wurden einige nicht standardisierte Leichtathletikwettbewerbe in das Programm aufgenommen. Die traditionellen 400-Meter-Sprints und 800-Meter-Läufe wurden durch einen 300-Meter-Sprint und einen 600-Meter-Lauf ersetzt. Die Mittelstrecken wurde von den üblichen 1500-Meter-Läufen und 3000-Meter-Läufen auf einen 1000-Meter-Lauf, einen Meilenlauf und einen Zwei-Meilen-Lauf geändert. Die Gehwettbewerbe wurden zusätzlich über eine Distanz von zwei Meilen ausgetragen.

## Ergebnisse
Es wurde ein Landesrekord aufgestellt, der auch gleichzeitig Meetingrekord war sowie drei weitere Meetingrekorde und zwei, bei denen in der Disziplin zuvor kein Meetingrekord bestand.
Drei Mal waren auch Zweit- und Drittplatzierte besser als der bisherige Meetingrekord und in einem weiteren Fall waren 13 Läufer schneller als ein alter Meetingrekord aus der ersten Hälfte des 20. Jahrhunderts.

### Frauen
| Disziplin       | Gold                | Gold         | Silber           | Silber       | Bronze             | Bronze       |
| --------------- | ------------------- | ------------ | ---------------- | ------------ | ------------------ | ------------ |
| 60 m            | Tianna Bartoletta   | 7,08 s       | Jessica Young    | 7,16 s       | Tiffany Townsend   | 7,23 s       |
| 300 m           | Natasha Hastings    | 36,52 s      | Jessica Beard    | 36,65 s      | Shapri Romero      | 37,44 s      |
| 600 m           | Alysia Montaño      | 1:26,59 min  | Phoebe Wright    | 1:28,00 min  | Megan Malasarte    | 1:28,98 min  |
| 1000 m 1)       | Lauren Wallace      | 2:40,42 min  | Treniere Moser   | 2:40,62 min  | Stephanie Brown    | 2:40,62 min  |
| 1 Meile         | Shannon Rowbury     | 4:34,40 min  | Katherine Mackey | 4:34,83 min  | Rachel Schneider   | 4:35,85 min  |
| 2 Meilen        | Shannon Rowbury     | 9:43,94 min  | Jordan Hasay     | 9:44,69 min  | Brie Felnagle      | 9:47,73 min  |
| 60 m Hürden     | Jasmin Stowers      | 7,84 s       | Tenaya Jones     | 8,03 s       | Tiffani McReynolds | 8,06 s       |
| 2 Meilen Gehen  | Maria Michta-Coffey | 13:37,02 min | Miranda Melville | 13:45,05 min | Erin Gray          | 14:24,50 min |
| Hochsprung      | Chaunté Lowe        | 1,88 m       | Amy Acuff        | 1,82 m       | Elizabeth Evans    | 1,79 m       |
| Stabhochsprung  | Demi Payne          | 4,55 m       | Mary Saxer       | 4,50 m       | Katie Nageotte     | 4,50 m       |
| Weitsprung      | Funmi Jimoh         | 6,37 m       | Julienne McKee   | 6,25 m       | Jessie Gaines      | 6,23 m       |
| Dreisprung      | Amanda Smock        | 13,28 m      | Kenna Wolter     | 13,16 m      | Blessing Ufodiama  | 13,16 m      |
| Kugelstoßen     | Michelle Carter     | 19,45 m      | Becky O’Brien    | 18,34 m      | Jeneva Stevens     | 18,04 m      |
| Gewichtweitwurf | Felisha Johnson     | 23,45 m      | Jeneva Stevens   | 23,43 m      | Amber Campbell     | 22,48 m      |
| Fünfkampf       | Sharon Day-Monroe   | 4.654 Punkte | Barbara Nwaba    | 4.389 Punkte | Kaylon Eppinger    | 4.317 Punkte |

### Männer
| Disziplin       | Gold               | Gold         | Silber          | Silber         | Bronze           | Bronze       |
| --------------- | ------------------ | ------------ | --------------- | -------------- | ---------------- | ------------ |
| 60 m            | Marvin Bracy       | 6,55 s       | Joseph Morris   | 6,57 s         | Clayton Vaughn   | 6,60 s       |
| 300 m           | Manteo Mitchell    | 32,86 s      | Clayton Parros  | 33,00 s        | William Shell    | 33,09 s      |
| 600 m           | Casimir Loxsom     | 1:15,33 min  | Mark Wieczorek  | 1:16,07 min 1) | Je’von Hutchison | 1:16,32 min  |
| 1000 m          | Robby Andrews      | 2:21,91 min  | Kyle Merber     | 2:22,39 min    | Michael Rutt     | 2:22,44 min  |
| Meile           | Matthew Centrowitz | 4:01,40 min  | Ben Blankenship | 4:02,14 min    | Pat Casey        | 4:02,85 min  |
| 2 Meilen 2)     | Ryan Hill          | 8:26,72 min  | Ben Blankenship | 8:27,31 min    | Evan Jager       | 8:27,44 min  |
| 60 m Hürden     | Aleec Harris       | 7,51 s       | Jarret Eaton    | 7,59 s         | Jeff Porter      | 7,66 s       |
| 2 Meilen Gehen  | Nick Christie      | 12:42,12 min | John Nunn       | 12:44,43 min   | Jonathan Hallman | 13:34,69 min |
| Hochsprung      | Erik Kynard        | 2,34 m       | Ricky Robertson | 2,31 m         | Jesse Williams   | 2,28 m       |
| Stabhochsprung  | Sam Kendricks      | 5,76 m       | Chris Pillow    | 5,60 m         | Jeffrey Coover   | 5,55 m       |
| Weitsprung      | Will Claye         | 7,93 m       | Ted Hooper      | 7,58 m         | Chris Benard     | 7,48 m       |
| Dreisprung      | Omar Craddock      | 16,84 m      | Chris Benard    | 16,57 m        | Chris Carter     | 16,51 m      |
| Kugelstoßen     | Christian Cantwell | 20,41 m      | Bobby Grace     | 19,19 m        | Nate Hunter      | 19,07 m      |
| Gewichtweitwurf | A. G. Kruger       | 23,41 m      | James Lambert   | 23,35 m        | Andy Fryman      | 22,74 m      |
| Siebenkampf     | Jeremy Taiwo       | 6.273 Punkte | Austin Bahner   | 5.526 Punkte   | Thomas Hopkins   | 5.513 Punkte |